# Berville-la-Campagne
Berville-la-Campagne är en kommun i departementet Eure i regionen Normandie i norra Frankrike. Kommunen ligger i kantonen Beaumont-le-Roger som tillhör arrondissementet Bernay. År 2022 hade Berville-la-Campagne 265 invånare.

## Befolkningsutveckling
Antalet invånare i kommunen Berville-la-Campagne
Referens:INSEE